# Christina Nemec
Christina Nemec (* 1968 in Villach, Kärnten) ist eine österreichische Musikerin, Radiomacherin, Fernsehmoderatorin, DJ und Labelbetreiberin des Musiklabels comfortzone. Sie spielt Bassgitarre und produziert Noise sowie experimentelle Electronica.

## Leben und Werk
Christina Nemec studierte in Wien Theaterwissenschaft. 
Seit den 1980er Jahren betätigt sie sich als Musikerin und zwar sowohl im Metal/Noise-Bereich als auch in der experimentellen elektronischen Szene. 1992 veröffentlichte sie mit Bray ein Kassettenalbum auf Trost Records. Nemec gründete mit zusammen mit Gini Müller, Katrina Daschner u. a. die queer-feministische Performance-Band SV Damenkraft. Nemec spielt seit 2012 zusammen mit Christian Schachinger und Peter Rehberg bei der Noise- bzw. Drone-Band Shampoo Boy. 
Sie spielt live elektronische Musik unter dem Namen Chra und als Pasajera Oscura zusammen mit der Musikerin Irradiation.
Christina Nemec betreibt zusammen mit Konstantin Drobil (von Trost-Records) das queer-feministische Label comfortzone, auf dem sie die Kumbia Queers, Cherry Sunkist, Mika Vainio, Mathias Schaffhäuser sowie eine Picture-Disk von Lydia Lunch und Philippe Petit veröffentlichte.
Christina Nemec lebt in Wien und betätigt sich dort seit Ende der 1990er Jahre als Radiomacherin bei Radio Orange mit der Sendung Outro.

## Auszeichnungen
- 2019: Preis der Stadt Wien für Musik[5]

## Diskografie

### Mit Bray
- 1992: Das Schlachtfest, Album, Kassette, auf Trost Records (TR 012)

### Mit SV Damenkraft
- 2008: Gustav, SV Damenkraft und Sissy Boyz: Orlanding The Dominant – Eine Queere Burlesque, Album, CD, not on Label

### Mit Mopedrock
- 2008: Mopedrock!!, 10″-EP

### Als Chra
- 2008: Verstreichen, mp3-EP, auf Autark Netlabel (aa04)
- 2009: Derive, Album auf comfortzone (cz001)
- 2011: Twelve that matter, Album, CD, auf comfortzone (cz014)[1]
- 2015: ShirleyM, Split-12″-EP mit Sonae und Vera Kropf, auf comfortzone (cz023)
- 2015: Empty Airport auf EditionsMego

### Mit Shampoo Boy
- 2013: Licht, LP, auf Blackest Ever Black (BLACKEST016)
- 2014: Nebel/Nadel, 12″-EP, auf Substance Recordstore (SSS06)
- 2015: Black, LP, auf Blackest Ever Black (BLACKEST039)

### Mit Paradiso Infernal
- 2021: Paradiso Infernal, Album, LP 12″, auf Trost Records (TR 213)

### Werke von Christina Nemec auf Compilations
- 1999: Christina Nemec: Chez Gaston, auf ReiseRadio (Retour Au Studio) erschienen auf TextXTND (SXD-107)
- 2005: Christina Nemec: Anthem01 auf Serielle Reproduktion Der Österreichischen Bundeshymne, CD, erschienen auf Dbelltime
- 2006: Chra: Land (Of) Mine, auf Open: Sounds Vienna, CD, erschienen auf female: pressure (fp1)
- 2006: Christina N: (Description Of) An Empty Airport, auf Women Take Back The Noise, 3CD, erschienen auf UBUIBI
- 2008: DVD female pressure – dvd-compilation
- 2009: Chra: Hectic Night, auf Dig Me Out, CDR
- 2012: Chra: Sonic Travel Diary (Hörstadt Linz)
- 2014: Chra: Snowbird, auf The Wire Tapper 34, erschienen auf Wire Magazine – Issue 362
- 2015: Chra: Von Der Liebe (Mathias Schaffhäuser Remix), auf RE:4 | Selected Remixes Vol. 4.1, LP 12″, erschienen auf Blu Fin (BFLP04.1)

## Performance und Konzeptkunst
- 2009: The Gun Is Still Loaded, Performance mit Mia Zabelka und Lydia Lunch
- 2010: Battle Scars, Performance mit Mia Zabelka und Lydia Lunch
- 2011: Twelve That Matter, 12 Kurzkompositionen zu Virginia Woolf, Käthe Leichter, Miriam Makeba, Alice Walker, Delia Derbyshire, Phoolan Devi, Tine Plesch, Johanna Dohnal, Gabriele Michalitsch, Ceija Stojka, Wendy Carlos, Buffy Sainte-Marie
- 2012: Soundtrack zu White Zombie, Festival für extensive Kunst
- 2013: AGORA II, Theater Garage X mit Schorsch Kamerun, Ana Threat, Philipp Quehenberger und Sebastian Janata

## Künstlerinnen auf dem Labelcomfortzone
Christina Nemec veröffentlichte Werke von folgenden Künstlerinnen auf ihrem Label:
- Bonnie Li
- Cherry Sunkist
- Chra
- Crazy Bitch in a Cave
- Kumbia Queers
- Mathias Schaffhäuser
- Mika Vainio
- Reshaft
- Sonae
- Station Rose